# Adolf Opálka
Adolf Opálka, né le 4 janvier 1915 à Rešice (Autriche-Hongrie) et mort le 18 juin 1942 à Prague (Protectorat de Bohême-Moravie) était un militaire tchécoslovaque. Il fut aussi un membre du groupe de résistance Out Distance (en) et un participant à l'opération Anthropoid, qui avait eu pour but d'éliminer Reinhard Heydrich.

## Biographie
Né à  Rešice, près de Dukovany, il est le fils illégitime de Viktor Jarolím (1889-1942) et d'Anežka Opálková. Après la mort de sa mère en 1923, Opálka vécut chez sa tante Marie Opálková (1882-1942). Il suivit des études entre 1932 et 1936 avant de rejoindre l'armée tchécoslovaque peu après son diplôme. Il servit dans le 43e régiment d'infanterie à Brno puis il fréquenta l'académie militaire de Hranice. Il intégra ensuite le 2e régiment de montagne à Ružomberok en tant que lieutenant.
Les accords de Munich mirent un terme à cette carrière militaire. Opálka dut fuir la Tchécoslovaquie avec son cousin František Pospíšil. Il s'engagea dans la Légion étrangère et fut sergent à Sidi Bel Abbès puis Oran. Après le déclenchement de la Seconde Guerre mondiale, il partit pour Agde où essayait de renaître une armée tchécoslovaque.
Après la fin de la bataille de France, il embarqua pour le Royaume-Uni sur le transport de troupes SS Neuralia. Volontaire pour mener des opérations secrètes derrière les lignes ennemies, il fut recruté pour faire partir du commando Out Distance (en).
Le 18 mars 1942, un Handley Page Halifax le parachuta en compagnie de Karel Čurda et Ivan Kolařík (en) dans le protectorat de Bohême-Moravie. Largués au mauvais endroit et ayant perdu du matériel, ils durent se séparer. Opálka rejoignit l'opération Anthropoid, qui blessa mortellement Reinhard Heydrich. Il se cacha ensuite dans la cathédrale Saints-Cyrille-et-Méthode en compagnie de Josef Bublík, Jozef Gabčík, Jan Hrubý, Jan Kubiš, Josef Valčík et Jaroslav Švarc (commando TIN). Trahis par Karel Čurda, ils furent retrouvés et encerclés par les SS. Plutôt que d'être capturé, Adolf Opálka se suicida.
En représailles, son père et sa tante furent assassinés.

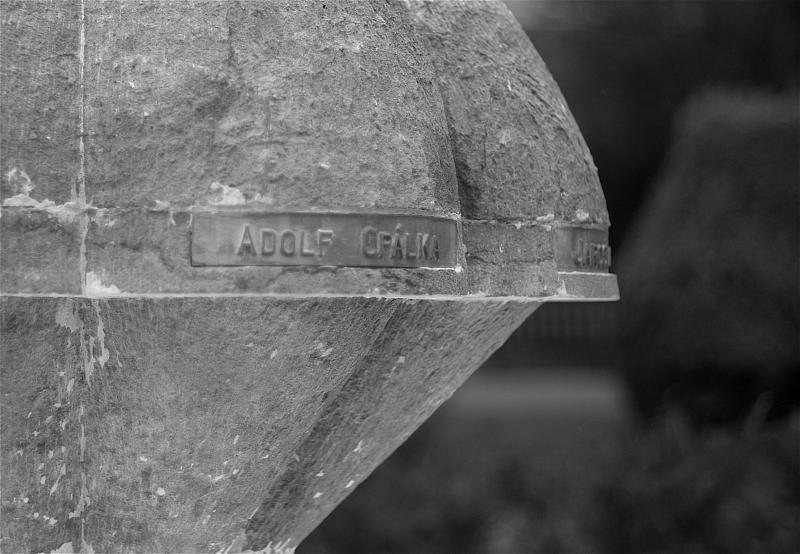
Le nom d'Adolf Opálka est gravé sur un monument des Jephson Gardens (en), à Royal Leamington Spa, où l'armée tchécoslovaque en exil avait ses quartiers pendant la Seconde Guerre mondiale
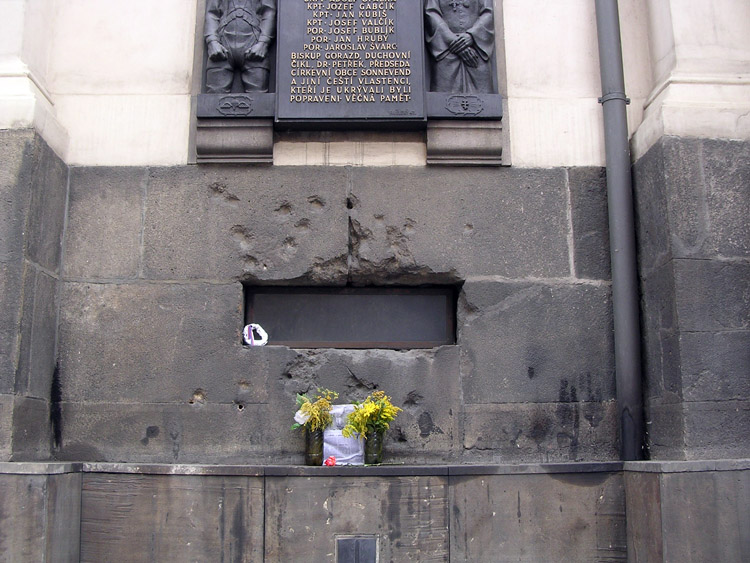
Plaque commémorative en l'honneur des membres de l'opération Anthropoid et de Adolf Opálka au-dessus des impacts de balle qui les avaient visés dans la cathédrale Saints-Cyrille-et-Méthode
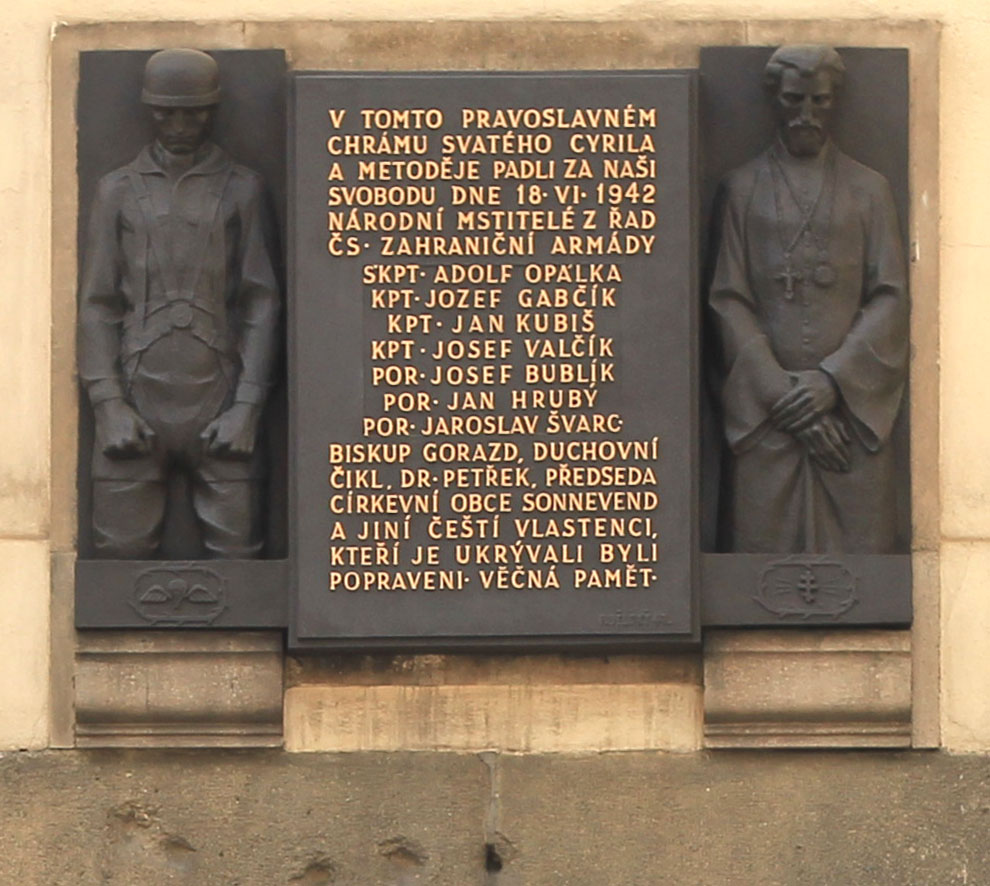
La plaque commémorative